# Campo Número Cuatro y Medio
Campo Número Cuatro y Medio är en ort i Mexiko.   Den ligger i kommunen Cuauhtémoc och delstaten Chihuahua, i den nordvästra delen av landet, 1 300 km nordväst om huvudstaden Mexico City. Campo Número Cuatro y Medio ligger 2 006 meter över havet och antalet invånare är 187.
Terrängen runt Campo Número Cuatro y Medio är platt åt nordost, men åt sydväst är den kuperad. Runt Campo Número Cuatro y Medio är det ganska glesbefolkat, med 43 invånare per kvadratkilometer. Närmaste större samhälle är Cuauhtémoc, 17,7 km söder om Campo Número Cuatro y Medio. Trakten runt Campo Número Cuatro y Medio består till största delen av jordbruksmark.